# Demetrio Camarda
Demetrio Camarda (Dhimitër Kamrda in albanese; Piana degli Albanesi, 23 ottobre 1821 – Livorno, 13 marzo 1882) è stato un presbitero di rito bizantino-greco e linguista italiano della minoranza albanese d'Italia.
Grammatologo di lingua albanese e greca, storico e filologo, è universalmente riconosciuto come il più importante studioso della lingua albanese dell'Ottocento, che scrisse i primi monumenti scientifici e sistematici della cultura arbëreshe.
Studioso del folklore arbëreshë, ebbe conoscenze in linguistica indoeuropea, e affrontò, fra i primi, i più ardui problemi della linguistica albanese nel suo "Saggio di grammatologia comparata sulla lingua albanese", nel 1864. Seguì un'"Appendice al Saggio", nel 1866, importante per la raccolta dei canti popolari italo-albanesi e albanesi che contiene. Il Saggio è la prima opera scientifica di studio storico-comparativo sull'argomento.
Collaborò con numerosi intellettuali, letterati e linguisti dell'epoca. Tra questi ricordiamo: Dora d'Istria, Luigi Luciano Bonaparte, nipote del celebre imperatore, che lo ricevette nella sua abitazione londinese, Don Pedro II, imperatore del Brasile, Graziadio Isaia Ascoli, Angelo De Gubernatis, Domenico Comparetti, illustri linguisti italiani, e Girolamo de Rada.

## Biografia
Demetrio Camarda nacque il 23 ottobre 1821 a Piana degli Albanesi. Si formò presso il Seminario Italo-Albanese di Palermo, dove insegnò per qualche anno. 

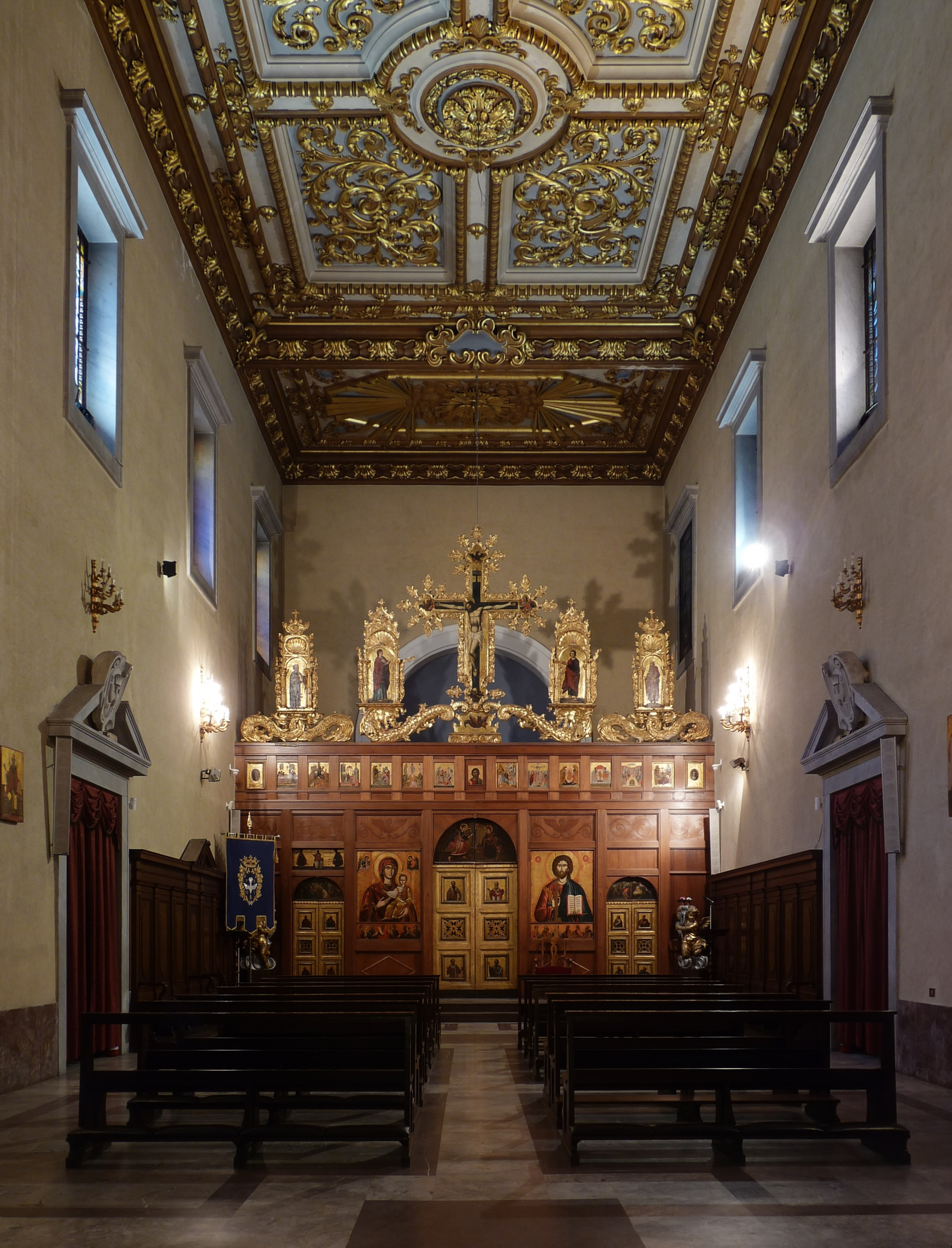
Interno della chiesa della Santissima Annunziata (Livorno)

Costretto ad abbandonare Piana degli Albanesi e la Sicilia a causa dei forti sospetti che la polizia borbonica nutriva sui suoi sentimenti di patriota e di cospiratore, si trasferì esule a Livorno con l'incarico di amministrare la locale chiesa della Santissima Annunziata di rito greco-bizantino.
Gli studi toscani portarono alla pubblicazione della monumentale opera dal titolo Saggio di grammatologia sulla lingua albanese (1864), nella quale affrontò, in modo assolutamente innovativo, le questioni più impellenti relative allo studio diacronico dell'albanese. Per scrivere in arbëresh utilizzò per un certo periodo, non essendoci ancora uno standard universalmente riconosciuto per l'albanese, l'alfabeto greco.
A distanza di due anni completò la sua imponente fatica scientifica, pubblicando il volume Appendice al saggio di grammatologia comparata, nel quale raccolse sempre a fini esclusivamente scientifici cospicuo materiale folclorico e letterario di tutte le aree geografiche albanofone d'Italia, di Grecia e, naturalmente, d'Albania. Nella Premessa all'Appendice Camarda delineò alcune ipotesi sulla formazione del patrimonio poetico popolare albanese che rimangono sostanzialmente attuali e valide tanto da riscuotere il consenso degli studiosi contemporanei.
Fra le sue altre attività culturali, non minori sono il suo impegno politico-letterario che lo portò a stringere rapporti di fraterna amicizia coi principali esponenti del movimento risorgimentale della Rilindja (Rinascita) albanese, italiani e stranieri, con i quali collaborò attivamente affinché anche l'Albania raggiungesse la sospirata libertà ed indipendenza nazionale. Degni di menzione sono sia il suo saggio l'Alfabeto generale epirotico (1869), nel quale lanciava l'idea di un alfabeto comune e il volume A Dora d'Istria. Gli Albanesi (1870), una raccolta di poesie di vari autori arbëreshë e shqiptarë dedicata alla celebre patriota albanese Elena Gjika.

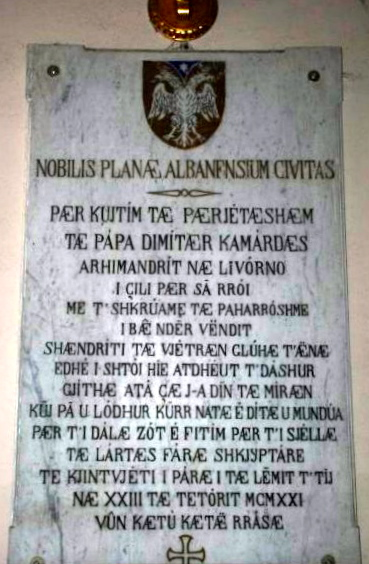
Iscrizione albanese nella Cattedrale di Piana degli Albanesi in memoria di Papàs Demetrio Camarda

Di notevole interesse per lo studio della storia della grammatologia albanese, rimane il manoscritto ancora inedito della Grammatica della lingua albanese.
Morì esule nel 1882, a 61 anni. A lui è intitolata la scuola media di Piana degli Albanesi.

## Opere
Tra le maggiori opere si ricordano:
- Tre canzoni popolari albanesi di Epiri (“Tri këngë popullore shqipe të Epirit”)
- Saggio di grammatologia comparata sulla lingua albanese (1864)
- Appendice al Saggio (1866)
- A Dora d'Istria. Gli Albanesi (1870),

Ha dato un importante contributo allo studio dell'albanese con la pubblicazione di L'alfabeto generale epirotico (“Alfabeti i përgjithshëm shqiptaro–epiriot”) nel 1869.